# Fiocchi Munizioni
A Fiocchi Munizioni, fundada em 3 de julho de 1876 por Giulio Fiocchi (banqueiro), com sede em Lecco, com mais de 600 empregados e faturamento de mais de 180 milhões de Euros em 2017, é uma das maiores e mais antigas fabricantes de munição da Itália.

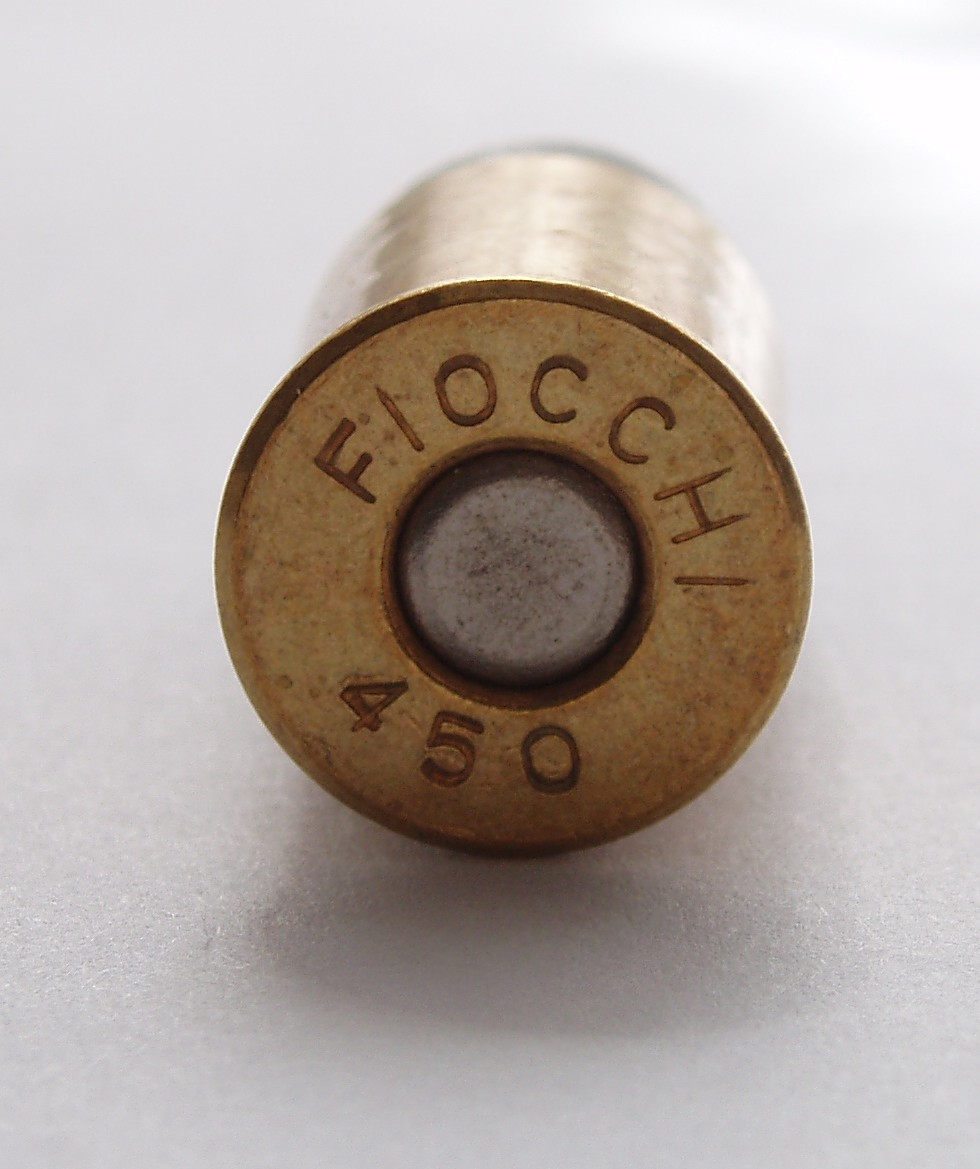
Um cartucho da Fiocchi Munizioni.